# В ожидании Годо (фильм, 2001)
«В ожидании Годо» (англ. Waiting for Godot) — художественный фильм режиссёра Майкла Линдсей-Хогга, экранизация одноименной пьесы ирландского драматурга Сэмюэля Беккета, выполненная с сохранением минимализма произведения. Основные средства удержания зрительского внимания — диалоги, игра актеров, продуманные кадры-мизансцены.

## Сюжет
Два человека на дороге возле неопознанного дерева собираются каждый день в ожидании кого-то по имени Годо. Однако, вместо этого встречаются с другой странной парой — неким владельцем усадьбы (как он себя аттестует) и его беспрекословным слугой.
Кроме того, каждый вечер на пустырь приходит мальчик с известием от господина Годо, что он сегодня не придет, но обещает прибыть завтра. Пьеса заканчивается репликами двух главных героев «Пойдем?» — «Пойдем» и ремаркой «не двигаются с места».

## В ролях
- Бэрри Макговерн — Владимир (Диди)
- Джонни Мерфи — Эстрагон (Гого)
- Алан Стэнфорд — Поццо
- Стивен Бреннан — Лакки
- Сэм Макговерн — мальчик

## Съёмочная группа
- Режиссёр: Майкл Линдсей-Хогг
- Оператор: Шеймас Дизи
- Художник-постановщик: Чарльз Гаррад